# Jansenismo

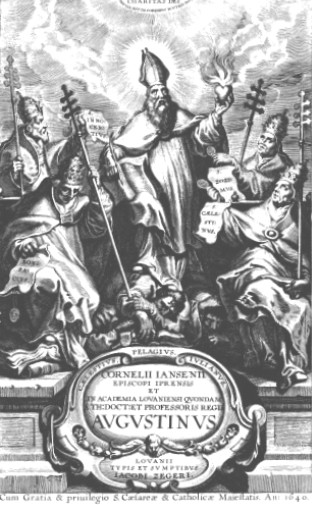
Frontispício do Augustinus, de Cornelius Otto Jansenius; edição de 1640

O jansenismo é uma doutrina religiosa inspirada nas ideias de um bispo de Ypres, Cornelius Otto Jansenius.
Como movimento tem caráter dogmático, moral e disciplinar, que assumiu também contornos políticos, e se desenvolveu principalmente na França e na Bélgica, nos séculos XVII e XVIII, no seio da Igreja Católica e cujas teorias acabaram por ser consideradas controversas por esta, desde 16 de outubro de 1656, através da bula Ad sanctam subscrita pelo papa Alexandre VII.
Defende uma interpretação das teorias de Agostinho de Hipona sobre a predestinação contra as teses tomistas do aristotelismo e do livre-arbítrio.

## Doutrina e prática do jansenismo
Podemos distinguir no jansenismo três diferentes aspectos, cada um deles representado por uma personalidade importante na história do jansenismo.
- o dogmático, representado pela obra Augustinus, de Jansen, e que incidia principalmente na doutrina sobre a graça e o pecado;
- o moral, que dizia respeito sobretudo aos sacramentos, nomeadamente a Eucaristia e a Penitência, e no qual encontramos em Antoine Arnauld o principal promotor;
- o disciplinar, relativo sobretudo à relação com as autoridades eclesiásticas, e que derivou num sentido político, cujo principal defensor foi Jean Duvergier de Hauranne, Abade de Saint-Cyran.

### Jansenismo dogmático
Os aspectos dogmáticos do jansenismo têm uma grande importância, na medida em que dão origem e sustento às outras dimensões. Muitas das prescrições morais e disciplinares do jansenismo são consequência das suas posições dogmáticas.
A doutrina jansenista baseia-se numa leitura crítica da teologia de Agostinho de Hipona e nas propostas do teólogo Miguel Bayo, e apresenta um nítido parentesco com as doutrinas agostinianas que deram origem à Reforma Protestante, sobretudo nas doutrinas calvinistas, sobre a graça, a natureza humana e a predestinação.
O ponto central e essencial é uma antropologia pessimista, que vê no pecado original a corrupção da natureza humana, doravante incapaz de qualquer obra boa e fatalmente inclinada para o mal.
Intrinsecamente corrompido pelo pecado, o homem torna-se um joguete de duas forças antagónicas: a concupiscência e a graça. Cada uma delas exerce sobre o homem uma determinação interna a que ele não pode resistir. Ou seja, assim como o homem que recebe a graça age forçosamente segundo essa graça, assim também aquele a quem a graça não é dada segue fatalmente a concupiscência. A liberdade do homem salvaguardar-se-ia pelo facto de tanto a graça como a concupiscência apenas determinarem o homem internamente, deixando-o livre da coacção externa. Nisto consiste a diferença em relação ao protestantismo.
A graça, portanto, é de tal modo determinante que, uma vez recebida, o homem não pode resistir-lhe.
São diversas as implicações desta doutrina. Por um lado, o pecado pessoal significa necessariamente uma privação da graça: quem peca, é porque não tem graça, pois se a tivesse agiria segundo ela. Por outro lado, o homem não tem mérito nas boas obras, pois elas são fruto da graça que interiormente o determina, e não da sua liberdade. Além disso, o homem privado da graça peca infalivelmente e é incapaz de qualquer boa obra, pois segue sempre a concupiscência. Daí que as obras dos infiéis sejam sempre pecado, pois estão privados da graça eficaz proveniente da redenção de Cristo.
Uma outra implicação brota desta doutrina: o homem só realiza boas obras por virtude da graça eficaz. Ora, tal graça não é sempre concedida, mas é Deus que com absoluta liberdade determina a quem a concede. Logo, é Deus que determina quem são os que realizam boas obras e, consequentemente, aqueles que se salvam e aqueles que se condenam. A consequência lógica do jansenismo é a doutrina da predestinação. Aqui temos mais um forte ponto de contacto com o calvinismo.
Por conseguinte, Cristo não morreu por todos os homens, mas somente por aqueles que se salvam, os eleitos, e só esses recebem a graça. No fundo, com o jansenismo assistimos a uma reação à Soteriologia do Concílio de Trento através da tentativa de restauração das doutrinas agostinianas no seio da Igreja Romana.
Todas estas doutrinas, estão presentes no Augustinus, e foram condenadas diversas vezes, por diversos papas.

### Jansenismo moral
Não foi o aspecto dogmático do jansenismo que originou a sua grande difusão e popularidade. Foi antes a sua doutrina moral.
Podemos encontrar um eloquente exemplo da moral jansenista em Arnauld e no seu livro De la fréquente communion. Mas devemos buscar a doutrina moral do jansenismo também nas fontes anteriores, a começar pelo Augustinus.
Nesta obra, no tomo II, encontramos os fundamentos da moral jansenista. Segundo o autor, a ignorância, ainda que invencível, não escusa do pecado, porque tal ignorância é precisamente a consequência do pecado original. Além disso, o homem, sem a graça, peca necessariamente, a sua natureza arrasta-o sempre irresistivelmente para o pecado, de tal modo que, se o homem, por suas forças, pretender escapar a um pecado, cai fatalmente noutro. Ou seja, o pecado é inevitável na vida humana. Daí todo o pessimismo jansenista em relação à natureza humana, que tanto leva ao desprezo por todas as obras, ainda que aparentemente meritórias, dos pecadores e dos infiéis, como conduz a um extremo rigorismo no que diz respeito a qualquer possível “cedência à natureza”.
Saint-Cyran foi o iniciador da prática moral jansenista. A penitência, para ele, era tratada com um imenso rigorismo. Assim, dizia ele que a absolvição não perdoava propriamente os pecados, mas declarava sim que eles haviam sido perdoados por Deus. Deste modo, era necessária uma contrição perfeita para que a absolvição fosse válida. A consequência prática disto era a recusa da absolvição aos pecadores reincidentes e àqueles em que não fosse certa uma perfeita contrição.
Em relação à comunhão, as condições exigidas também eram bastante rigoristas. Exigia-se a perfeição, de modo que acabava por ser considerada mais meritório o desejo de comungar, ou a “comunhão espiritual”, do que a própria comunhão eucarística. Daí que um dos efeitos do jansenismo, através dos tempos, tenha sido precisamente o afastamento dos sacramentos.
Todo este rigorismo aparecia como contraposição ao laxismo que os jansenistas personificavam nos jesuítas. E, de facto, um dos méritos do jansenismo foi precisamente a denúncia desse laxismo que imperava na vida cristã de muitos. O erro, porém, foi condenar, junto com ele, toda a preocupação pastoral, a favor dum rigorismo teórico e desencarnado.

### Jansenismo disciplinar
A nível disciplinar, o jansenismo advoga uma reforma da Igreja que elimine as perniciosas novidades introduzidas desde o tempo dos antigos padres e os desvios operados por escolásticos e jesuítas. Isto baseado na concepção da Igreja como sociedade imutável, de origem divina, e como tal isenta de qualquer mudança.
O que vem a acontecer, fruto das sucessivas condenações de que o jansenismo foi vítima, é que se advoga um aumento da autoridade da hierarquia local, em detrimento daquela do Papa. Com o tempo, ainda, face às perseguições, o jansenismo procura fazer alianças com as autoridades civis, a fim de melhor resistir, e nesse aspecto assume um significado político. Sobretudo a partir do século XVIII, o jansenismo relaciona-se com a pretensão de independência face à Igreja de Roma e confunde-se com a criação de Igrejas nacionais.

## Causas e antecedentes do jansenismo

### As controvérsias sobre a graça

#### Uma questão antiga, reavivada pelos reformadores
A natureza da graça divina e as suas relações com a liberdade humana é um tema que desde cedo entreteve muitos pensadores cristãos. Uma leitura da posição de S. Agostinho, que exalta o primado da graça sobre o mérito humano, em contraposição aos pelagianos, que defendiam o oposto, influenciou em primeiro lugar os reformadores e teve um papel importante na génese e no desenvolvimento do jansenismo.
Uma das mais determinantes doutrinas de Lutero tem a ver precisamente com a sua visão do papel da graça na salvação do homem. Para este reformador, o homem, após o pecado original, perdeu toda a capacidade de optar por Deus. A sua liberdade foi aniquilada pelo pecado, de modo que não podemos falar de livre arbítrio. Por causa do pecado, por conseguinte, o homem só pode seguir o caminho do bem através da graça de Deus, sem a qual permanece totalmente incapaz. A salvação, para Lutero, é assim obra exclusiva da graça divina, sem lugar para qualquer colaboração humana. Daí que Lutero defenda o princípio de que apenas a fé é necessária para a salvação: as obras humanas provêm apenas da determinação divina, sem terem significado como acolhimento humano da salvação.
Os outros reformadores defenderam posições semelhantes à de Lutero. Os jansenistas, ainda que o negassem, sofreram uma influência considerável por parte das posições assumidas por eles.
A posição da Igreja Católica foi de reprovação desta doutrina. O Concílio de Trento, contudo, não pôde resolver totalmente a questão, pelo que se ficou pela salvaguarda dos dois elementos essenciais, a graça de Deus e a liberdade do homem. A maneira como se relacionam não foi determinada com rigor, pelo que a discussão estava em aberto, surgindo várias propostas.

#### Miguel Baio
Foi neste contexto, de discussão acerca da conciliação entre liberdade e graça, de querer reconciliar os reformados com os católicos, que surgiu a posição de Miguel Baio (Michel du Bay)(† 1589) professor de Exegese Bíblica na Universidade Católica de Lovaina. Na leitura da doutrina de S. Agostinho sobre a graça, (marcada pela polémica contra os pelagianos) Baio concluiu a seu modo que em Adão, ainda estando ele no Paraíso, a graça santificante e a integridade faziam parte da natureza humana, e não eram dons sobrenaturais. Ora, pelo pecado original, tudo isto se perde, ficando a vontade humana escravizada pela concupiscência e incapaz de qualquer obra meritória, nem é capaz de realizar o bem. Ao ser salvo por Cristo, o homem recebe de Deus a graça de fazer boas obras. Contudo, ao contrário do estado primitivo, agora a capacidade para as boas obras é de origem totalmente sobrenatural, é uma pura graça.
É evidente a semelhança desta doutrina com o pessimismo luterano. Baio, no entanto, pretendia escapar da acusação de luteranismo salvaguardando, na liberdade humana, a ausência de coacção externa (mas não de coacção interna…).
As teses de Baio foram censuradas por diversas universidades europeias, entre as quais a de Paris e a de Salamanca.
Contudo, a disputa prosseguia de modo que foi pedida a intervenção de Roma. Foi o que aconteceu em 1567, com a bula pontifícia Ex omnibus afflictionibus, de Pio V, que condenou 79 proposições. Baio declarou submeter-se, e fê-lo efectivamente, abjurando os seus erros e jurando fidelidade ao Concílio de Trento. A discussão, todavia, estava longe do seu fim. Baio continuou a defender algumas ideias, justificando a sua proveniência da Sagradas Escrituras e dos Padres da Igreja, o que originou novos processos e condenações.

#### Báñez e Molina
Uma outra discussão acerca da natureza da graça e da liberdade humana brotou pouco depois. O dominicano Báñez explicava a eficácia da graça pela sua natureza e pela determinação física que ela implicava. O jesuíta Luís de Molina, numa obra publicada em Lisboa em 1588, criticou este sistema, denunciando as suas semelhanças com o calvinismo, e defendendo, em vez disso, uma concepção que procurava conciliar o livre arbítrio humano com o conhecimento prévio que Deus tem dos actos humanos, que distinguia da predestinação. A discussão entre estes dois autores rapidamente se transformou numa disputa entre as respectivas ordens religiosas, de modo que o papa decidiu entregar a questão a uma comissão de cardeais que, após condenações e protestos duma e outra parte, acabou por não decidir totalmente a questão, mas proibiu os intervenientes de se atacarem mutuamente, continuando livres para ensinar cada um a sua doutrina.
Este contexto, de controvérsia e de, ao mesmo tempo, certa liberdade teológica, contribuiu para o aparecimento e desenvolvimento do jansenismo.

### O laxismo
Com a atenção dada, a partir do Concílio de Trento, à cura de almas, desenvolveu-se a casuística, a análise dos casos concretos no campo da moral. Muitos autores, contudo, consideraram a casuística no sentido de estudar as condições em que determinado acto, em si mesmo reprovável, poderia tornar-se aceitável ou até lícito. Na tentativa de mostrar a sua argúcia de raciocínio, muitos casuístas dedicaram-se a considerar não casos concretos, mas hipóteses arrojadas e até mirabolantes, com as quais conseguiam justificar acções que o senso comum dos cristãos reprovava.
A consequência disto foi a consolidação do laxismo teórico, que reduzia grandemente o rol dos pecados e permitia teoricamente uma vida recheada de abusos e acções condenáveis. O historiador Giacomo Martina observa, com humor, que “alguns teólogos do século XVI mereceram o elogio que receberam: Ecce Agnus Dei, qui tollit peccata mundi…”, pela sua habilidade em reduzirem drasticamente os pecados possíveis.
Com estes sistemas, que se difundiram, apesar das condenações da Igreja, os deveres cristãos eram reduzidos ao mínimo, permitindo uma autêntica vida de mentira e hipocrisia. Mas, neste aspecto, o laxismo teórico muitas vezes veio apenas confirmar o estado prático das coisas naqueles tempos.
O surgimento do jansenismo, sobretudo no seu aspecto moral, explica-se em grande parte como reacção a este laxismo teórico e prático.

## Início e desenvolvimento do jansenismo

### Cornelius Jansen
A primeira grande figura do jansenismo, de tal modo que deu o nome ao movimento, foi o holandês Cornelius Jansen.
Descrito como um homem de estudo, com uma grande memória, perseverança e tenacidade, mas também como tendo um espírito duro, seco, gelado, ambicioso e tímido, Jansen, nasceu em 1585, em Acquoy, no sul dos Países Baixos. Estudou nas universidades de Utreque e de Lovaina, onde, ouvindo as lições do mestre Janson, toma contacto com as doutrinas de Baio e orienta-se para o agostinianismo. Mais tarde, prosseguiu os seus estudos em Paris. Foi nesta cidade que conheceu o seu grande amigo Jean Duvergier de Hauranne, mais conhecido por Saint-Cyran.
De 1611 a 1617, permaneceram ambos em Bayonne, onde Duvergier possuía uma casa, para se dedicarem ao estudo da antiguidade cristã. Foi por essa altura que Jansen terá lido dez vezes as obras de S. Agostinho e trinta vezes os escritos deste santo sobre a graça e o pelagianismo, segundo ele mesmo mais tarde se gabava.
Em 1638, graças a uma obra escrita contra os franceses, Jansen foi promovido a bispo de Ypres, onde veio a falecer dois anos depois, não sem ter completado, corrigido e entregue aos seus amigos para publicação a grande obra da sua vida e a matriz do jansenismo: o Augustinus.

### OAugustinus
Desde que tomou contacto com S. Agostinho e a sua doutrina sobre a graça (muito marcada pela polémica contra o pelagianismo), Jansen pensou em escrever uma obra onde expusesse e defendesse com clareza a doutrina do grande Doutor. Durante anos ocupou-se da composição desta obra, que nunca cessou de rever e corrigir, ao longo dos anos, inclusive enquanto bispo de Ypres. Esta obra, intensamente burilada, foi entregue, após a morte do seu autor, pelos seus amigos, para ser publicada. Apesar da oposição dos jesuítas, a obra foi efectivamente publicada na Holanda, em 1640, propagando-se com rapidez para a Alemanha e para outros países. Alcançou bastante sucesso e foi louvada inclusivamente pelos calvinistas, de tal modo que alguns chegaram a ver nesta obra a base duma união entre calvinismo e catolicismo.
A obra de Cornelius Jansen tem por título completo Augustinus, seu doctrina Sancti Augustini de humanae naturae, sanitate, aegritudine, medicina adversus Pelagianos et Massilienses, e divide-se em três tomos. Apresentava um total de cerca de 1300 páginas, em duas colunas de letra pequena.
No primeiro tomo, constituído por oito livros, expõe-se a história do pelagianismo e do semipelagianismo, refutando cuidadosamente, com minúcia, todos os seus pontos (e fazendo sub-repticiamente um paralelo entre os semipelagianos e os jesuítas…).
Nos nove livros do tomo II, após analisar as relações entre a filosofia e a teologia e criticar com dureza os escolásticos e a filosofia aristotélica exaltando a autoridade de S. Agostinho, peça fundamental do seu método teológico, o autor descreve o estado de graça e a liberdade do homem original, assim como a essência do pecado original e as suas consequências, nomeadamente a concupiscência e a diminuição do livre arbítrio. De seguida, nega a possibilidade do estado de natureza pura e declara a impossibilidade de o homem poder amar a Deus naturalmente.
O tomo III, nos seus dez livros, contém a parte principal da obra. Jansen reflecte agora sobre o modo de sanar a natureza humana e de ela recuperar a liberdade através da redenção de Cristo. A este propósito, a tese de Jansen é a de que a graça é activa e eficaz de modo infalível, sem que isso destrua, porém, a liberdade do homem. Nega ainda a vontade salvífica universal e a possibilidade de observar certos mandamentos. Ocupa-se também do livre arbítrio, da conciliação entre liberdade e graça, da predestinação e das diferenças entre a doutrina de S. Agostinho e a de Calvino. Termina com uma síntese dos erros de vários teólogos modernos, particularmente jesuítas, estabelecendo um paralelo entre estes e os hereges massilienses.

### Abade de Saint-Cyran
Jean Duvergier de Hauranne tornou-se amigo de Jansen em Paris, e passaram ambos alguns anos em Bayonne. Em 1620, Duvergier tornou-se abade comendatário de Saint-Cyran, donde provém o nome por que se tornou conhecido.
As opiniões acerca da sua personalidade são díspares. No fundo, revelam uma personagem complexa e pouco linear. Por um lado, era fiel e generoso para com os seus amigos, cordial e simples. Aparecia como um grande director cristão, imbuído duma forte autoridade moral, que não poderia provir senão duma sólida espiritualidade. Era dotado de grande austeridade, que sublinhava ainda mais a sua autoridade. Contudo, outros que dalgum modo o conheceram qualificaram-no também como neurótico e megalómano, perturbado, com certa imprudência, desequilibrado, e cujo principal talento era o de apropriar-se das almas dos que o escutavam, escravizando-as.
Segundo o historiador Giacomo Martina, as personalidades dos dois amigos eram complementares, pois enquanto Jansen era o teórico, Saint-Cyran orientava-se para a acção, para a realização. Deste modo, se Jansen foi o primeiro grande teórico do jansenismo, o seu primeiro fundador, Saint-Cyran foi o verdadeiro fundador do jansenismo francês e o grande impulsionador da nova doutrina.
Apesar da recomendação de Jansen de que não se dedicasse à direcção espiritual de religiosas, o que poderia distraí-lo da sua grande tarefa, Saint-Cyran compreendeu que a intervenção das religiosas poderia, pelo contrário, ser bastante útil. Deste modo, tornou-se director espiritual do mosteiro de Port-Royal, que tinha como superiora a madre Angélica Arnauld. Esta, durante alguns anos, deixou, com outras monjas, o convento de Port-Royal e dirigiu o convento das Filhas do Santíssimo Sacramento, filial daquele, sobre a orientação de Saint-Cyran, e onde se difundiam as ideias jansenistas.
Entretanto, o cardeal Richelieu, ministro do rei Luís XIII, preocupado com a expansão das mesmas novas ideias, intuindo que poderia formar-se um grupo tão temível e difícil de controlar como o dos calvinistas franceses (os chamados huguenotes), ordenou a prisão de Saint-Cyran no castelo de Vincennes, em maio de 1638. A prisão de Saint-Cyran, todavia, ao invés de sufocar o novo movimento, acabou antes por lhe dar maior vigor, ao granjear para o seu difusor a fama de mártir, vítima da prepotência eclesiástica e dos espíritos contrários à necessária reforma da Igreja.
O cardeal Richelieu morreu em 1642. Pouco tempo depois, Saint-Cyran era libertado, mas havia de sobreviver pouco mais tempo, vindo a falecer em outubro de 1643, três anos depois da publicação do Augustinus. Mas, apesar dessa morte precoce na história do jansenismo, o seu contributo foi determinante na difusão dessa nova doutrina.
Atribui-se a Saint-Cyran uma afirmação que bem expressa a atitude do jansenismo perante a Igreja: “Deus deu-me a sua luz para conhecer que há cinco ou seis séculos que a Igreja já não existe. Outrora, ela era um rio de águas limpas e transparentes. Mas hoje o que existe na Igreja é um pântano. O leito do rio é o mesmo, mas as águas são outras.”  Acerca do Concílio de Trento terá dito que “foi antes de mais uma assembleia de escolásticos, onde não havia senão intrigas, maquinações e parcialidades”. E acerca de Calvino terá afirmado “Calvinus bene sensit, male locutus est”. Ouvindo estas coisas, S. Vicente de Paulo, que foi seu amigo, decidiu afastar¬ se dele e recomendou o mesmo aos que o cercavam.

### Antoine Arnauld
Antoine Arnauld (1612-1694) foi discípulo de Saint-Cyran e o seu grande continuador. Durante mais de cinquenta anos defendeu o jansenismo através dos seus escritos, cheios de grande erudição e de bastante habilidade dialéctica. Na verdade, foi o chefe indiscutível do jansenismo durante esse período. Era perito na arte da dissimulação, conseguindo difundir as suas ideias sem se comprometer verdadeiramente. Teve a inteligência de propagar as ideias que eram novas sempre com a aparência de não serem mais do que as antigas ideias recuperadas. Na verdade, tal como os outros defensores do movimento, Arnauld pretendia ser fiel intérprete e difusor das ideias de S. Agostinho.
Com uma grande tenacidade e uma incansável obstinação, dedicou-se a responder a todos os ataques, intervindo em todas as polémicas causadas pelo jansenismo. Dissimulado, mas ao mesmo tempo sagaz, Arnauld teve a arte de conseguir que fossem os seus adversários a serem considerados mestres na dissimulação.
Contudo, apesar de todos estes defeitos, há que lembrar a boa-fé de que Arnauld era dotado, a sua convicção de prestar um bom serviço à Igreja, contra os seus inimigos. O seu amor à Igreja e a sua dedicação granjearam-lhe o respeito de várias pessoas, incluindo papas.
Pela sua persistência e pela sua arte, Arnauld veio a ser uma das incontornáveis figuras do jansenismo, com um contributo determinante na sua história.  Escreveu 43 obras, das quais a mais célebre é De la fréquente communion.

### A Comunhão frequente
A propósito da conveniência ou não de comungar frequentemente, Antoine Arnauld decidiu entrar em cena com um livro sobre esta temática destinado ao grande público. Foi a sua primeira obra, publicada em 1643, e tinha por título De la fréquente communion, où les sentiments des Pères, des Papes et des Conciles, touchant l’usage des sacrements de Pénitence et d’Eucharistie, sont fidèlement exposés.
Na primeira parte da obra, o autor explica a prática da Igreja primitiva. Segundo ele, os primeiros cristãos só comungavam diariamente enquanto conservavam intacta a graça baptismal. Pelo contrário, os penitentes saíam da celebração eucarística e os que cometiam pecado mortal afastavam-se da comunhão durante muitos dias ou mesmo anos. Antes de comungar, portanto, era necessário afastar-se durante algum tempo e purificar-se pela oração e pela penitência. A comunhão semanal requeria condições pouco comuns, pelo que o melhor era manter-se afastado da Eucaristia, com grande desejo de ser digno de recebê-la.
Na segunda parte, expõe-se a forma da penitência anterior à comunhão. Enquanto os jesuítas defendiam que bastava a confissão, com comunhão logo de seguida, sem mais penitências e purificações, Arnauld defendia o contrário, recordando que, embora a Igreja tivesse tolerado uma prática diferente, a regra dos Santos Padres se mantinha, o que devia ser tido em conta por todos os directores espirituais e pastores de almas. Aos penitentes devia ser exigida uma verdadeira contrição prévia à comunhão. A consequência lógica de tudo isto é que a Igreja estava errada na sua prática actual da penitência.
A terceira parte da obra fala dos frutos da comunhão. Receber a Eucaristia deve resultar sempre numa união mais perfeita com Deus. Assim Arnauld afirma que “é preciso estar possuído por uma estranha cegueira, para não sentir pela própria experiência, e não cair pelo menos nalgum temor, de que todas as nossas comunhões não sejam outros tantos sacrilégios, quando vemos sensivelmente que elas nunca produziram emenda alguma na nossa vida”.  A comunhão não é o remédio dos fracos e pecadores, alimento para conservar a vida da alma, mas sim um prémio para uma vida santa. A comunhão frequente, portanto, era fonte de grandes males, dos quais os grandes responsáveis eram os jesuítas.
Esta obra teve um grande sucesso, sendo louvada inclusivamente por teólogos e bispos. Tinha o mérito de apresentar numa linguagem despojada de artifícios escolásticos um tema de grande actualidade, permitindo a todos tomar conhecimento duma matéria que até então estava reservada quase somente aos teólogos. Contudo, muitos consideram-na uma obra desprovida de talento, exterior e vazia, imbuída de piedosa retórica.

### Port-Royal
Este mosteiro de beneditinas, a dado momento, ficou sob a orientação espiritual de Saint-Cyran. A madre era a irmã de Antoine Arnauld, Jacqueline (1591-1661), que tomou o nome de madre Angélica. Esta, aos oito anos, foi nomeada coadjutora da abadessa de Port-Royal-des-Champs, com direito de sucessão, e por morte da antecessora tornou-se abadessa, com a idade de onze anos. Claro está que a jovem Jacqueline não tinha a mínima vocação religiosa, obrigada que fora a seguir esse caminho. Uma vez que em Port-Royal entraram seis irmãs da família Arnauld, com seis sobrinhas, o mosteiro era praticamente uma espécie de casa de campo da família. A vida religiosa não tinha ali qualquer significado: não se observava a clausura nem a modéstia no vestir.
Mas tudo mudou quando, em 1608, um capuchinho fez uma pregação no mosteiro, após a qual a madre Angélica se sentiu convertida e interiormente transformada. Nos anos seguintes, dedicou-se a reformar a comunidade por completo: o hábito rude e modesto, longos tempos de oração, incluindo as matinas às 2h00, silêncio e clausura rigorosos e toda a austeridade da antiga regra beneditina. Com o seu exemplo e a sua persistência, conseguiu uma efectiva reforma do mosteiro, e começaram a aparecer novas vocações, sedentas duma autêntica vida religiosa. Tal sucesso obteve que foi chamada a reformar outros mosteiros da zona. Num deles, Maubuisson, onde permaneceu de 1618 a 1622, recebeu direcção espiritual de S. Francisco de Sales (um santo de índole oposta ao jansenismo), que procurou infundir-lhe as virtudes da humildade e da doçura, de que tanto carecia. Contudo, após a morte do santo, em 1622, deixou de receber os seus prudentes conselhos e reapareceu o seu orgulho. Consta mesmo que se teria sentido algo ofendida por o santo a tratar por “minha filha”, em vez de por “Reverenda Madre”.
Com um grande coração e um espírito persistente, faltou-lhe contudo a humildade e um verdadeiro equilíbrio.
Sob a direcção de Saint-Cyran, Port¬ Royal tornou¬ se o grande centro do jansenismo. A vida espiritual daquelas religiosas passou a ser dominada por angústias e escrúpulos. Algumas aproximavam-se do sacramento da penitência com terror, receosas de não estarem preparadas, e não se atreviam a receber a absolvição. Os mesmos temores rodeavam a comunhão. O receio da severidade do Divino Juiz foi-as habituando a aproximarem¬ se cada vez mais raramente da comunhão.
Da autoria duma outra religiosa do mosteiro é um opúsculo destinado à adoração eucarística e intitulado Le chapelet secret du Saint-Sacrement. Esta obra propunha à meditação 16 atributos do Santíssimo Sacramento, entre os quais a santidade, a eminência, a inacessibilidade, a incompreensibilidade, a incomunicabilidade, o reinado: nenhum deles é, na verdade, o amor, a bondade ou a misericórdia. Esta obra, ainda que não possa considerar-se rigorosamente jansenista (foi escrita em 1633) e não seja propriamente um documento essencial deste movimento, reflecte bem o espírito que reinava em Port-Royal: a relação com Deus baseada no temor, e não no amor.
Associados a Port-Royal estiveram também os chamados “solitários”. Tratava¬ se de um grupo de homens que decidiram viver solitariamente, junto do mosteiro, praticando uma vida de estudo e oração, sem votos religiosos, com liberdade para entrar e sair e para deixar aquele modo de vida quando quisessem. Foram grandes apoiantes de Saint-Cyran e de Madre Angélica. Entre eles estiveram Antoine Arnauld e, durante algum tempo, Blaise Pascal, cuja intervenção foi importante na história do jansenismo.

## Uma interminável polémica

### As primeiras disputas e condenações
A publicação do Augustinus foi rodeada de intenso movimento dos jesuítas no sentido de a impedir, tendo sido conseguida mesmo uma proibição do papa, que chegou, todavia, tarde demais. Mas é claro que os jesuítas, que nesse ano comemoravam o centenário da fundação, e receavam vir a ficar desacreditados se ressurgissem as disputas sobre a graça, não se resignaram e procuraram a todo o custo que a obra fosse condenada. Naqueles anos, sucederam¬ se publicações duma e doutra parte que discutiam a exactidão doutrinal do Augustinus e a sua fidelidade ao pensamento agostiniano.
Em 1641, um decreto do Santo Ofício condenava o Augustinus, mas também as teses dos jesuítas e muitas publicações de ambos os lados, mas tal decreto não foi sequer publicado em Lovaina. No ano seguinte, o papa Urbano VIII escreve a bula pontifícia In Eminenti, que foi publicada somente em 1643, em que condenava a obra de Jansen, por não respeitar a ordem de silêncio imposta pelo papa Paulo III e por sustentar teses afins às de Baio, condenadas já por papas anteriores. Contudo, devido à existência de variantes e à publicação da bula pelos jesuítas antes da chegada às autoridades holandesas, a autenticidade do documento foi posta em causa, e chamada falsificação jesuítica, pelo que não chegou a produzir grande efeito.

### As cinco teses
Entretanto, a Sorbonne proibiu bacharéis e doutores de sustentarem as teses condenadas pela bula. Contudo, muitos não fizeram caso, pelo que, em 1649, um professor submeteu à apreciação da universidade cinco teses, que na sua opinião sintetizavam o conteúdo do Augustinus. Claro que os jansenistas, encabeçados por Arnauld, protestaram vivamente. A discussão, todavia, foi imensa, sem se chegar a qualquer concordância, pelo que uma assembleia do clero, reunida em torno do rei, achou por bem enviar as cinco teses a Roma, para que o papa tomasse uma decisão.
Eram estas as cinco teses:
1. Alguns mandamentos de Deus são impossíveis para os justos, com as forças que têm no presente, embora queiram e se esforcem, e também lhes falta a graça que os torna possíveis.
2. No estado de natureza decaída nunca se resiste à graça interior.
3. Para merecer e desmerecer, no estado de natureza decaída, não se requer no homem a liberdade de necessidade, mas somente a liberdade de coacção.
4. Os semipelagianos admitiam a necessidade da graça interior preveniente para cada um dos actos, mesmo para o início da fé; e nisto eram hereges, em quererem que essa graça fosse tal que a vontade humana lhe pudesse resistir ou obedecer-lhe
5. É semipelagiano dizer que Cristo morreu e derramou o seu sangue por absolutamente todos os homens

O papa, Inocêncio X, quis acompanhar os trabalhos e nomeou uma comissão de cardeais e consultores teólogos. Passados dois anos, a comissão chegou a uma conclusão e condenou como hereges, blasfematórias ou falsas as cinco proposições. O papa, que seguira de perto o processo, formalizou a condenação na bula Cum occasione, 31 de maio de 1653. Nesta decisão, contudo, pesaram também fortes motivos políticos.
A bula foi aceite sem dificuldades na Flandres, pois agora o verdadeiro centro do jansenismo deixara de ser Lovaina, para passar a ser Paris.

### A reacção dos jansenistas
Face a este grande golpe, parecia que os jansenistas estavam vencidos. Mas eis que logo estes encontraram uma airosa saída para continuarem a defender as suas ideias sem serem considerados hereges ou desobedientes ao papa. Alegaram que, por um lado, a Igreja era infalível ao condenar como hereges certas proposições, como aquelas cinco, e nisso todos concordavam.
Defendiam, porém, que o papa se enganara ao declarar que as cinco proposições se encontravam no Augustinus e no sentido em que haviam sido condenadas. Com esta distinção, continuaram a propagar as suas doutrinas, insistindo sempre que as cinco proposições nunca haviam sido ensinadas por eles naquele sentido.

### O formulário do clero
Tentando acabar definitivamente com as resistências, o sucessor de Inocêncio X, Alexandre VII, que como cardeal fizera parte da comissão que analisara as cinco proposições, e era portanto profundo conhecedor da questão, publica em 1656 a constituição Ad Sanctam beati Petri sedem, em que declarava que as cinco proposições constavam efetivamente do Augustinus e que tinham sido condenadas no sentido usado pelo seu autor.
Ao tomar conhecimento deste documento, a assembleia do clero francês decidiu redigir uma fórmula de juramento de fé, contra o jansenismo, a que se chamou Formulário.
O Formulário deveria ser assinado por todos os rebeldes, e por todos os eclesiásticos e mestres do país. Os jansenistas protestaram, considerando que não podiam, em consciência, subscrever o formulário.
A atitude dos rebeldes perante esta obrigação foi diversificada. Enquanto alguns se resignaram a assinar o documento, outros recusaram-se terminantemente a abdicar da sua convicção. Entre os que ofereceram mais resistência estavam as religiosas de Port-Royal.
Entre os jansenistas estabeleceram¬ se vários partidos. Alguns resolveram obedecer. Outros, extremistas, consideravam que a bula pontifícia equivalia à condenação do agostinianismo, pelo que era necessário opor-se-lhe, ainda que à custa dum cisma. Entre as duas tendências, apresentou-se uma espécie de partido moderado, representado por Arnauld, que defendia a condenação das teses, mas sustentava que o papa se tinha enganado ao atribuí-las a Jansen. Foi esta tendência que, graças à habilidade de Arnauld, acabou por triunfar. Entre os rebeldes houve mesmo alguns bispos.

### Blaise Pascal e as Provinciais
Mas entretanto surgiu uma outra personagem, cuja intervenção na luta jansenista foi determinante. Referimo-nos a Blaise Pascal (1623-1662), grande matemático e filósofo, apesar da sua curta vida.
Em 1656, no cerne da controvérsia motivada pelas condenações pontifícias e pela expulsão de Arnauld da Sorbonne, Pascal encontra-se com este em Port-Royal e aceita um convite para por o seu talento literário ao serviço da causa.
Assim, em 23 de janeiro de 1656, surge a primeira das Provinciais, com o título Lettre écrite à un provincial par un de ses amis sur le sujet des disputes récentes de la Sorbonne. Aparecem sob a forma de cartas dirigidas a um amigo morador na província, sobre os acontecimentos em Paris.
Pascal escreveu um total de 18 cartas Provinciais, sendo a última datada de 24 de março de 1657. Podemos dividi-las em dois tipos: as cartas 1-3 e 17-18 têm conteúdo dogmático e dirigem-se contra a Sorbonne e a condenação das cinco proposições; as restantes são de conteúdo moral e elegem como adversários os jesuítas.
As Provinciais foram colocadas no Índex em 1657. Contudo, como protesto da consciência cristã contra os abusos do laxismo, tiveram o seu resultado: O Santo Ofício, sob Alexandre VII, em 1665-1666, e sob Inocêncio X, em 1679, condenou um total de 110 proposições laxistas, 57 das quais provinham indirectamente das Provinciais.

### A frágil paz clementina
Entre os rebeldes encontravam¬ se alguns bispos, que se recusaram a assinar o Formulário. Em 1667, sobiu ao trono pontifício o papa Clemente IX, que desejava a paz e o fim das contendas, e trabalhou com esse fim. Após longas negociações, em que não estiveram ausentes controvérsias motivadas pelas liberdades galicanas, conseguiu-se que os bispos assinassem, estabelecendo-se, assim, uma reconciliação oficial entre os rebeldes e a Igreja, selada em janeiro de 1669 por um breve do papa. Contudo, no momento da assinatura, os bispos não esconderam publicamente o facto de assinarem com reserva mental, continuando interiormente fiéis às ideias que antes defendiam. Mas, mesmo conhecedores disto, o papa, assim como os bispos e as autoridades francesas, não quiseram prolongar as polémicas, pelo que preferiram aceitar aquela reconciliação precária.
Uma reconciliação semelhante fizeram Antoine Arnauld e as religiosas de Port-Royal.
Esta concórdia acabou por ser para muitos uma vitória do partido jansenista e uma artimanha por eles muito bem conseguida a fim de evitar a condenação. As controvérsias foram pacificadas durante quase trinta anos, nos quais o mosteiro de Port-Royal gozou de tranquilidade.
Do tratado de paz, por assim dizer, fazia parte uma proibição de publicar escritos que continuassem a alimentar a polémica. Assim, os jansenistas dedicaram-se a temas mais pacíficos. Publicaram as obras dalgumas das suas figuras, entretanto desaparecidas, entre as quais os Pensamentos de Pascal e escritos antigos de Saint-Cyran. Publicaram algumas obras originais, no campo da espiritualidade e divulgaram traduções de místicos como S. Teresa de Jesus e S. João da Cruz. Tiveram ainda a meritória preocupação de colocarem à disposição do público traduções dos textos bíblicos. Dedicaram-se ainda a traduções litúrgicas e a polémicas com os calvinistas.
Esta paz, como é evidente, era, no entanto, muito débil, o que foi atestado por vários acontecimentos. Luís XIV, sabendo que os jansenistas continuavam a ser um foco de resistência ao seu absolutismo, e tendo desaparecido então já alguns dos protectores de Port-Royal, decidiu acabar com este mosteiro e retirou-lhe as escolas e alguns eclesiásticos e proibiu as religiosas de receberem noviças. Arnauld, pressentindo o perigo, fugiu do país. O papa Inocêncio XI quis oferecer-lhe uma morada segura e até mesmo a dignidade de cardeal, mas Arnauld recusou, pois isso significaria nunca mais voltar a França, pelo que se estabeleceu em Bruxelas.

### O reacendimento e o fim da polémica
Arnauld veio a falecer em 1694 e os seus restos mortais, segundo a sua vontade, foram transladados para Port-Royal. Mas entretanto já aparecera aquele que havia de ser o seu sucessor na frente da resistência jansenista e que veio a dar novo fôlego a uma polémica que se arrastava há mais de 50 anos: Pasquier Quesnel.

#### Pasquier Quesnel e asRéflexions morales
Pasquier Quesnel nasceu em 1634. Após estudar em colégios jesuítas e na Sorbonne, foi ordenado sacerdote da congregação dos oratorianos. A partir dessa altura, começaram a notar-se as suas tendências rigoristas e propensas ao jansenismo. Em 1685, foi recebido em Bruxelas por Arnauld, e manteve-se até à morte deste como seu fiel companheiro. Mas apesar de pender para o agostinianismo, conhecia bastante bem a obra de Tomás de Aquino, pelo que apreciava pouco o rígido agostinianismo de Jansen. Na verdade, dada a sua pouca estima por este, não quis comprometer-se verdadeiramente a seu favor. Além da formação tomista, tinha ainda uma forte orientação galicana.
Em tudo isto, era muito mais político do que Arnauld e a ele se deve, de facto, a transformação do jansenismo num partido firme e coerente.
A partir de 1666, Quesnel começara a compor um livro intitulado Réflexions morales sur le Nouveau Testament, impregnado de ideias jansenistas. Contudo, tais ideias estavam bem ocultas num fundo de piedade e devoção, de modo que a obra foi divulgada.

#### OCas de Conscience, a bulaVineam Dominie o fim de Port-Royal
Em 1701, publica-se um escrito que reacende fortemente a polémica jansenista, intitulado Un Cas de Conscience. Por este motivo, o rei Luís XIV solicitou ao papa Clemente XI uma condenação. Foi o que aconteceu em 1705, com a bula pontifícia Vineam Domini. No entanto, a bula tocava em pontos sensíveis no que dizia respeito às liberdades galicanas, pelo que encontrou alguma resistência em França. A principal resistência, porém, foi no mosteiro de Port-Royal, não por esse motivo, mas por as religiosas não quererem abdicar dos direitos conseguidos na paz clementina.
A comunidade, desde há anos impedida de receber noviças, estava reduzida a cerca de vinte religiosas de idade avançada. Após tê-lo interditado em 1707, Luís XIV, decidiu tomar uma resolução definitiva, e ordenou a dissolução da comunidade. A 20 de outubro de 1709, as religiosas foram retiradas à força e dispersas por vários conventos. Mas como Port-Royal permanecesse como lugar de peregrinação dos jansenistas, o mosteiro foi destruído em 1711 e as ossadas de diversas personalidades, entre as quais Pascal, foram transladadas para outros lugares.

#### A bulaUnigenituse o fim do jansenismo francês
A obra Réflexions Morales, de Quesnel, fora denunciada em Roma já em 1703. Após análise, foi condenada pelo breve Universi Dominici Gregis. Contudo, mais uma vez por causa das liberdades galicanas, o documento não foi aceite em França. Alguns bispos, porém, decidiram proibir a obra nas suas pastorais, e tiveram a ideia duma pastoral conjunta. Outros bispos, contudo, opuseram-se. Vendo o perigo duma cisão no episcopado, Luís XIV mais uma vez solicitou ao papa uma condenação definitiva, o que veio a acontecer em 1713, com a bula Unigenitus, em que se condenavam 101 proposições retiradas das Réflexions Morales.
Com a morte, em 1719, de Quesnel, o jansenismo ficou sem chefe. Com esta morte e o fim de Port-Royal, podemos dizer que o jansenismo francês teve o seu fim. Mantiveram-se ainda alguns bispos rebeldes, como e de Auxerre e o de Montpellier, assim como sacerdotes e religiosos. O jansenismo, a partir daí, deriva em duas direcções: o jansenismo dogmático e moral, doravante privado dos chefes carismáticos que tivera, degenerou em histerias e fenómenos pseudo-místicos; a outra orientação era a do jansenismo disciplinar e político, iniciado ainda com Saint-Cyran e com o impulso decisivo de Quesnel. O jansenismo converteu-se, assim, em movimento político, intimamente ligado ao galicanismo.
Mas se em França o jansenismo terminou, o mesmo não pode ser dito doutros países.

## O jansenismo na Holanda e na Itália
Na Holanda o jansenismo era visto com certa simpatia. Estava perto de Lovaina, o primeiro centro do movimento, onde Jansen defendera as suas ideias. Acolheu por diversas vezes alguns dos grandes nomes jansenistas, como Arnauld e Quesnel, além doutros.
Desde o início do século XVII, a Holanda, território maioritariamente protestante, era administrada eclesiasticamente por um Vigário Apostólico. Por alturas das grandes polémicas jansenistas, o vigário era Johan van Neercassel, que exerceu essa função de 1663 a 1686, que também se notabilizou por um certo rigorismo. O clero holandês era mais severo e exigente, e por isso olhava com simpatia para o jansenismo, tão diferente da tibieza verificada em muitos cristãos. Os protestantes olhavam os católicos com desconfiança mas, pelo contrário, nutriam certa simpatia pelos jansenistas.
À morte de Neercassel, sucedeu-lhe, como vigário, Pedro Codde, que simpatizava com o jansenismo e acolheu entre o seu clero vários membros deste grupo foragidos. Denunciado a Roma, Codde foi interrogado por uma comissão, que lhe exigiu que assinasse o Formulário. Ele recusou, pelo que foi suspenso das suas funções em 1703. Contudo, Codde conquistara para o seu lado os fiéis holandeses e as próprias autoridades civis, que se recusaram a receber o sucessor. O capítulo de Utrecht, após governar a Igreja holandesa por algum tempo em sede vacante, elegeu como bispo, em 1722, Cornelius Steenhoven, à revelia da Santa Sé. Estava estabelecido um cisma.
Este cisma continuou e, após o Concílio Vaticano I, o grupo dos Velhos-Católicos, ao procurar manter para si a sucessão apostólica, fez uma aliança com a Igreja jansenista holandesa. Ainda hoje este grupo dissidente se mantém, tendo em 1994 cerca de 12 000 elementos.
Em Itália, o jansenismo assumiu o significado quase exclusivamente político que referimos. De notar apenas o famoso sínodo de Pistoia, realizado nesta cidade Toscana em 1786.
Sob a direcção do bispo Scipione de Ricci, com o apoio de jansenistas holandeses, franceses e italianos, e com a presença de 234 sacerdotes, este sínodo pretendeu realizar reformas e dar o impulso para a criação duma Igreja nacional.
Os primeiros decretos reafirmavam as doutrinas jansenistas sobre a graça, a predestinação e a moral, reprovando a devoção ao Coração de Jesus, os exercícios espirituais e as missões populares. Reconheciam-se os quatro artigos galicanos, numa visão favorável ao controlo do estado sobre a Igreja. A tendência era também a de aumentar o poder dos bispos em detrimento da autoridade do papa.
No meio destes pontos negativos ressaltavam também algumas propostas meritórias, relacionadas com a purificação do culto e a participação dos fiéis na liturgia.
A condenação do Sínodo de Pistoia, realizada em 1794 com a bula Auctorem fidei, de Pio VI, deve¬ se ao seu contexto dogmático jansenista e à sua eclesiologia desviada, não a estas salutares propostas, que foram, aliás, substancialmente recolhidas pelo Concílio Vaticano II.

## O jansenismo visto pela Igreja Católica
O jansenismo, a maior controvérsia doutrinal do século XVII, exerceu uma influência em larga escala sobre a vida dos cristãos, não tanto no seu aspecto dogmático e disciplinar/político, que acabaram por se extinguir, mas sobretudo no seu aspecto moral e sacramental.
Conforme visto pelos apologistas católicos romanos, a rígida moral jansenista, avessa às questões de consciência que permitam dalgum modo diminuir a responsabilidade do sujeito moral, e isso esteve longamente presente em muitos confessores e directores espirituais, talvez inconscientes disso. Segundo o catolicismo, o jansenismo possui uma antropologia pessimista, inclinada a olhar com desconfiança todas as acções humanas não directamente originadas por uma índole cristã.
A prática sacramental também se foi ressentindo, ao longo dos tempos, destas influências. A moral rigorista, no que diz respeito às condições para se aproximar dos sacramentos da Penitência e da Eucaristia, foi responsável, muitas vezes, por uma noção incorrecta destes sacramentos. O endurecimento das condições exigidas para a absolvição, ou a imposição de penitências exageradas, podem acabar por transportar os fiéis para uma noção do sacramento como um rígido tribunal divino, e não um encontro de misericórdia e reconciliação.
Quanto à Eucaristia, a verdade é que os fiéis se foram habituando também a comungar mais raramente, devido à exigência de condições rigorosas. Para alguns, a existência de pecados veniais pode ser causa de afastamento da comunhão eucarística, o que contrasta com o constante ensinamento da Igreja e com as exortações dos pastores, sobretudo desde S. Pio X.
Também o enaltecimento da comunhão espiritual, até a colocar, por vezes, no mesmo nível, ou até mesmo além da comunhão sacramental, é uma proposta tipicamente jansenista. O mesmo poderá ser dito de muitos outros comportamentos perante a Eucaristia baseados num sentimento de indignidade originado total ou principalmente na atitude espiritual assente no terror.
Importa, porém, não classificar como jansenismo todas as manifestações de respeito e veneração para com a Eucaristia.